# 魏屯镇
魏屯镇，是中华人民共和国河北省衡水市冀州区下辖的一个乡镇级行政单位。

## 行政区划
魏屯镇下辖以下地区：
于家庄村、魏家屯村、郝刘村、贺村、李家口村、陆村、常家宜子村、王家宜子村、魏家宜子村、邢家宜子村、东赵家庄村、韩庄村、吕家庄村、东明师村、西明师村、邢家村、曹家村、李家村、杜家庄村、常家庄村、东刘家庄村、小家庄村、东娄家坦村、西娄家坦村、时家庄村、齐官屯村、赵祥屯村和东岳家庄村。